# 乔榛
乔榛（1942年11月17日—），上海人，中国配音员，曾任上海电影译制厂厂长。
乔榛1965年毕业于上海戏剧学院，上海电影制片厂任演员。1975年，调任上海电影译制厂任演员兼导演，曾出演过《珊瑚岛上的死光》等电影。其配音代表作有：《追捕》、《寅次郎的故事》、《叶塞尼娅》、《魂断蓝桥》等。

## 作品

### 配音
知名作品：
| 影片                  | 年代 | 角色                    | 演员              |
| --------------------- | ---- | ----------------------- | ----------------- |
| 《魂断蓝桥》          | 1940 | 罗伊·克罗宁             | 罗伯特·泰勒       |
| 《美人计》            | 1946 |                         |                   |
| 《生死恋》            | 1955 | 马克                    | 威廉·霍尔登       |
| 《红衣主教》          | 1962 |                         |                   |
| 《虎口脱险》          | 1966 | 动物园员工              | 亨利·热内         |
| 《安娜·卡列尼娜》     | 1968 | 亚历山大·卡列宁         | 尼古拉·格里森科   |
| 《寅次郎的故事》      | 1969 | 寅次郎                  | 渥美清            |
| 《叶塞尼娅》          | 1971 |                         |                   |
| 《激動的昭和史 軍閥》 | 1973 | 新井五郎（记者）        | 加山雄三          |
| 《尼罗河上的惨案》    | 1978 | 西蒙·道尔               | 西蒙·麦考金代尔   |
| 《阳光下的罪恶》      | 1982 |                         |                   |
| 《亡命天涯》          | 1994 | 理查德·金波（外科医生） | 哈里森·福特       |
| 《廊桥遗梦》          | 1995 | 罗伯特（摄影师）        | 克林特·伊斯特伍德 |

### 表演
- 《珊瑚岛上的死光》
- 《R4之谜》